# Shuttington
Shuttington est un village et une paroisse civile du Warwickshire, en Angleterre.

## Toponymie
Shuttington est un nom d'origine vieil-anglaise. Il désigne une ferme (tūn) appartenant à un homme nommé *Scytta. Il est attesté pour la première fois sous la forme Cetitone dans le Domesday Book, compilé en 1086.

## Géographie
Shuttington est un village du Warwickshire, un comté des Midlands de l'Ouest. Il se situe au nord du comté, près de la frontière du Staffordshire. La grande ville la plus proche est Tamworth, dont le centre-ville se situe à 5 km à l'ouest.
La rivière Anker (en), un affluent de la Tame, coule au sud-ouest du village, près du hameau d'Alvecote (en), de même que le canal de Coventry (en). Le chemin de fer de la Trent Valley line (en), branche de la West Coast Main Line, passe entre ces deux voies d'eau, entre les gares de Tamworth (en) à l'ouest et Polesworth (en) au sud-est.
Au Moyen Âge, Shuttington relève du hundred de Hemlingford (en). Après l'abandon du système des hundreds, il est rattaché au district rural de Tamworth (en) de 1894 à 1964, puis au district rural d'Atherstone (en) de 1964 à 1974 et enfin au district non métropolitain du North Warwickshire depuis 1974.
Pour les élections à la Chambre des communes, Shuttington appartient à la circonscription de North Warwickshire.

## Histoire
D'après le Domesday Book, le manoir de Shuttington est partagé en 1066 entre deux propriétaires nommés Ceolred et Godric. Après la conquête normande de l'Angleterre, les deux moitiés sont acquises par le baron anglo-normand Robert de Meulan, Godric restant simple tenancier d'une partie de ces terres. Le fils de Robert, Robert « le Bossu », accorde le manoir à un certain William Burdet, qui le cède au prieuré d'Alvecote (en) qu'il a fondé en 1159. Ce prieuré bénédictin conserve Shuttington jusqu'à sa fermeture à la dissolution des monastères, en 1543.
Les domaines du prieuré sont acquis par le chancelier Thomas Audley. Ce dernier les cède la même année à Joan Robinson, la veuve d'un mercier londonien. Après plusieurs transactions, ils reviennent à la couronne anglaise en 1579. Il reste une propriété royale par la suite avec de fréquents changements de tenancier, parmi lesquels la comtesse de Leicester Lettice Knollys, le comte de Holland Henry Rich ou le baron John Finch, dont les biens sont confisqués par le Long Parlement en 1640. Sa veuve Mabel récupère le manoir à la Restauration, en 1660.
En 1697, le roi Guillaume III accorde Shuttington à l'un de ses conseillers, Thomas Coningsby (en). Par sa petite-fille Frances, il passe ensuite aux comtes d'Essex de la famille Capell.
Des mines de charbon sont exploitées pendant plusieurs siècles sur le territoire de la paroisse civile. La première mention d'une exploitation du charbon date de 1694 et cette activité se poursuit jusqu'aux années 1960.

## Démographie
Au recensement de 2011, la paroisse civile de Shuttington compte 536 habitants.
| Année | Population |
| ----- | ---------- |
| 1801  | 166        |
| 1811  | 174        |
| 1821  | 169        |
| 1831  | 147        |
| 1841  | 190        |
| 1851  | 168        |
| 1881  | 207        |
| 1891  | 446        |
| 1901  | 594        |
| 1911  | 614        |
| 1921  | 699        |
| 1931  | 588        |
| 1951  | 504        |
| 1961  | 537        |
| 2011  | 536        |

## Culture locale et patrimoine
L'église paroissiale de Shuttington est dédiée à saint Matthieu. Ce bâtiment de style roman remonte au XIIe siècle, avec des ajouts au XIVe siècle et au XVIIe siècle. Elle a été restaurée entre 1908 et 1909 par l'architecte William Bidlake (en). C'est un monument classé de grade II depuis 1988.
L'exploitation du charbon près d'Alvecote a donné lieu par subsidence à la formation de plusieurs étangs le long de l'Anker. Cette zone humide est fréquentée par des oiseaux d'espèces variées, dont beaucoup viennent pour nicher, avec notamment une population d'une centaine de cygnes. Depuis 1987, les étangs d'Alvecote sont protégés en tant que Site d'intérêt scientifique particulier (SSSI),.

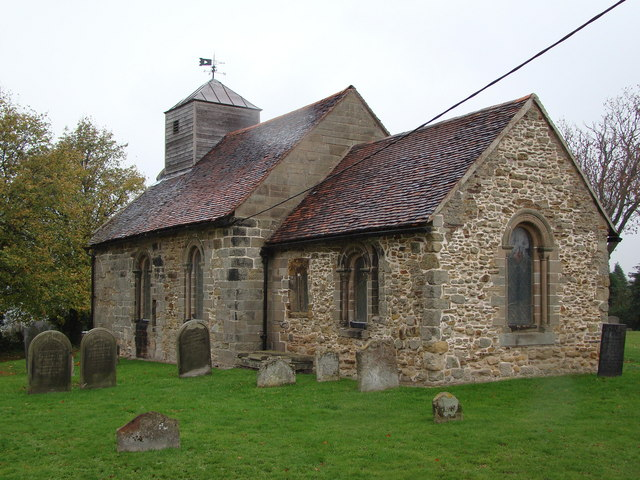
L'église Saint-Matthieu.
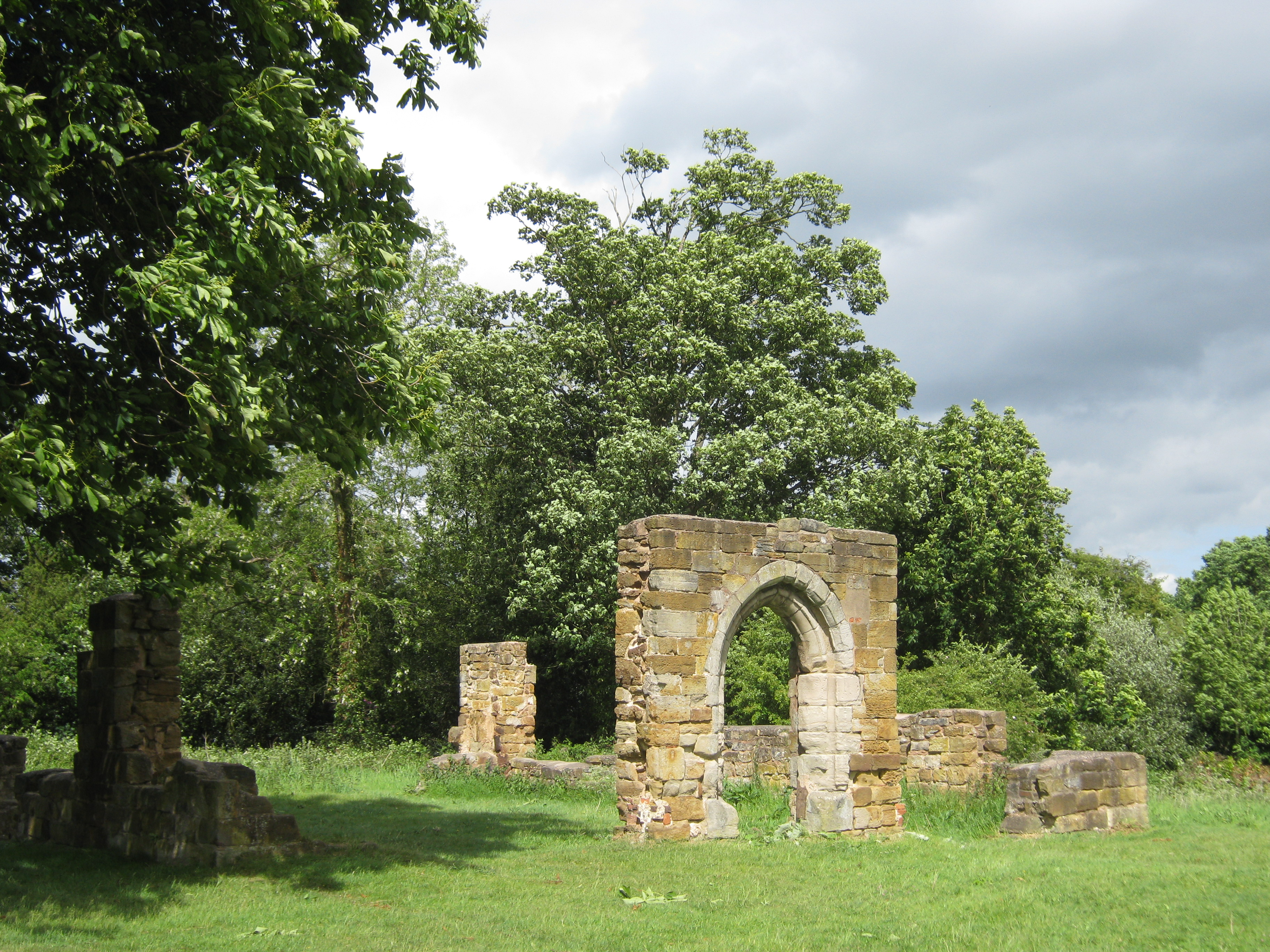
Les ruines du prieuré d'Alvecote (en).
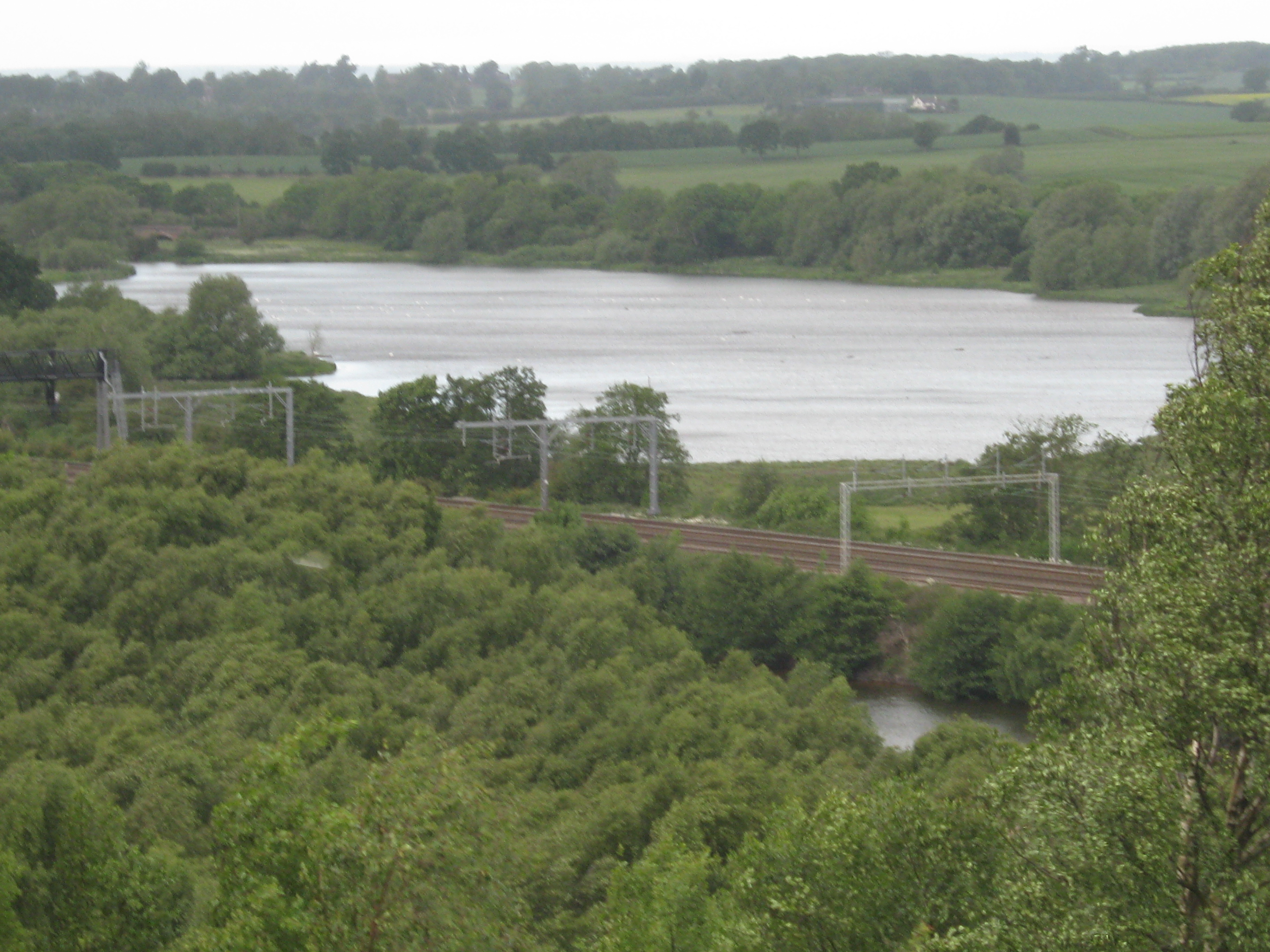
Les étangs d'Alvecote derrière la voie ferrée.